# Anabel Colazo
Anabel Colazo (Eivissa, 23 de març de 1993) és una il·lustradora i dibuixant de còmics eivissenca. Va estudiar Belles Arts a la Universitat de València i resideix a la ciutat de València.

## Obres[4]
- NIMIO (fanzine)
- El Cristal Imposible
- Teen Wolf
- Pizza y Sofa
- Paranoid Land
- Encuentros cercanos
- Medievo; Medievo